# Oussama Tannane
Oussama Tannane (Tétouan, 23 de março de 1994) é um futebolista profissional marroquino que atua como meia.

## Carreira
Oussama Tannane começou a carreira no SC Heerenveen.